# Siła perswazji
Siła perswazji (ang. Persuader) – siódma powieść serii z Jackiem Reacherem, brytyjskiego pisarza Lee Childa, wydana w oryginale w 2003 r. przez wydawnictwo Delacorte Press. Pierwsze polskie wydanie ukazało się nakładem wydawnictwa ISA 25 maja 2007(dts) r.
Oryginalny, angielski tytuł książki Persuader, mający swoje odzwierciedlenie w fabule, nawiązuje do Mossberg 500 Persuader Shotgun – amerykańskiej serii strzelb typu pump action.

## Zarys fabuły
W Bostonie Jack Reacher zmierzając do baru ujrzał wychodzącego z filharmonii Francisa Xaviera Quinna – człowieka, którego od dekady uznawał za zmarłego. Kilkukrotnie postrzelony Quinn został jednak cudem wyratowany, a obecnie prowadzi w Bostonie nielegalne interesy. Reacher zapamiętuje rejestrację samochodu do którego wsiada Quinn, co sprowadza do niego dwoje agentów federalnych z agencji do walki z narkotykami DEA. Wraz z Susan Duffy, Stevenem Eliotem oraz innymi pracownikami DEA, Jack Reacher dokonuje sfingowanego odbicia z porwania syna Zacherego Becka – wspólnika w interesach Francisa Quinna. Reacher infiltruje ich przestępczą organizację, szybko awansuje w szeregach, stając się szefem ochrony Becka, za cel przyjmując zemstę na swoim starym wrogu oraz próbując znaleźć uprowadzoną agentkę DEA.

## Informacje wydawnicze
Pierwsze polskie wydanie powieści zostało wydane przez wydawnictwo ISA 25 maja 2007 r. pod tytułem Siła perswazji.
Kolejne wydania książki ukazały się w 2008, 2012 oraz ze zmienioną wersją okładki w 2013 r. Ostatnie, 5. wydanie książki miało miejsce w lutym 2016 r. Powieść została także wydana w formie e-booka oraz audiobooka, którą czyta Marian Opania.
| Informacje wydawnicze | Wydanie I              | Wydanie II             | Wydanie III            | Audiobook              | Wydanie IV1            | Wydanie V              |
| --------------------- | ---------------------- | ---------------------- | ---------------------- | ---------------------- | ---------------------- | ---------------------- |
| Wydawnictwo           | ISA                    | Albatros               | Albatros               | Albatros               | Albatros               | Albatros               |
| Tytuł                 | Siła perswazji         | Siła perswazji         | Siła perswazji         | Siła perswazji         | Siła perswazji         | Siła perswazji         |
| ISBN                  | ISBN 978-83-7418-119-8 | ISBN 978-83-7659-147-6 | ISBN 978-83-7659-779-9 | ISBN 978-83-7659-280-0 | ISBN 978-83-7659-941-0 | ISBN 978-83-7985-701-2 |
| Data wydania          | 2007-05-27             | 2011-05-13             | 2011-10-14             | 2012/05                | 2013-02-08             | 2016-02-24             |
| Liczba stron          | 492, [4]               | 448                    | 446                    | 16:55h                 | 446                    | 448                    |
| Oprawa/Format         | miękka                 | miękka                 | miękka                 | MP3                    | miękka                 | miękka                 |
| Wymiary [mm]          | 135x205                | 125x195                | 145x205                | ~930 MB                | bd.                    | 125x195                |

1: Zmieniony projekt okładki.